# Weymouth FC
Weymouth FC är en engelsk fotbollsklubb i Weymouth, grundad den 26 augusti 1890. Hemmamatcherna spelas på Bob Lucas Stadium. Klubbens smeknamn är The Terras. Klubben spelar sedan säsongen 2020/2021 i National League.

## Meriter
- Conference South/National League South
  - Mästare (1): 2005/2006
  - Playoff-vinnare (1): 2019/2020
- Southern League Premier Division
  - Tvåa (1): 2003/2004
- Southern League Premier South
  - Mästare (1): 2018/2019
- Southern League Southern Division
  - Mästare (1): 1997/1998
- Southern League
  - Mästare (2): 1964/1965, 1965/1966
- Western Football League Division One
  - Mästare (3): 1922/1923, 1936/1937, 1937/1938
- Western Football League Division Two
  - Mästare (1): 1933/1934
- Dorset League Division One
  - Mästare (1): 1921/1922
- Dorset League
  - Mästare (2): 1897/1998, 1913/1914
- Dorset Senior Cup
  - Mästare (12): 1985/1986, 1986/1987, 1987/1988, 1990/1991, 1991/1992, 1993/1994, 1999/2000, 2000/2001, 2002/2003, 2014/2015, 2015/2016, 2016/2017
  - Tvåa (3): 1989/1990, 2002/2003, 2010/2011